# Metropolitní Francie

Metropolitní Francie

Metropolitní Francie (ve francouzštině la France métropolitaine či zkráceně la Métropole) je pojem, kterým bývá nazývána evropská část Francie (tedy včetně Korsiky, která neleží na evropské pevnině).
Na Korsice označují zbylou evropskou část Francie jako kontinentální Francii (la France continentale) nebo zjednodušeně le Continent.
Francouzská republika se skládá též z mimoevropských území, která bývají souhrnně označována jako Zámořská Francie (la France d'outre-mer). Jedná se o pět zámořských regionů skládajících se vždy jen z jednoho stejnojmenného départmentu (régions d'outre-mer a départements d'outre-mer), kterými jsou Guadeloupe, Guyane, Martinique, Mayotte a Réunion. Dále jsou to tzv. zámořská společenství (Collectivités d'outre-mer), mezi něž patří Francouzská Polynésie, Saint Pierre a Miquelon, Svatý Bartoloměj, Svatý Martin, Wallis a Futuna. Speciální postavení pak mají Nová Kaledonie, Francouzská jižní a antarktická území a Clippertonův ostrov.